# 古橋崇志
古橋 崇志（ふるはし たかし、1985年3月20日 - ）は、競技麻雀のプロ雀士。日本プロ麻雀連盟所属（2024年現在、同団体内での段位は六段）。静岡県浜松市出身。

## 経歴
高校の時にクラスで流行っていたという麻雀に接する。高校卒業後はテレビ製造会社に就職するが、王位戦募集告知を見て申し込んだことをきっかけに望月雅継と知り合い、望月の店を手伝いながらプロ雀士を志す。2005年、19歳で日本プロ麻雀連盟のプロテストに合格しプロ雀士となり（21期生）、連盟静岡支部で活動する。
2012年6月、勤務先の事業縮小のタイミングで会社を辞めて上京。翌2013年10月に日本プロ麻雀連盟専用スタジオ『夏目坂スタジオ』の設立に伴い、団体のYouTubeチャンネルの管理や実況を担当するスタッフの一人として勤務する。
2016年、麻雀最強戦2016の若手予選「サイバーエージェントカップ」に出場し優勝、ファイナル出場権を獲得する。同年A2リーグ昇格を果たす。
2023年、第40期鳳凰戦A2リーグで3位になりA1リーグ昇級を果たす。
2024年8月17日、プロ20年目に念願の初タイトル第15期JPML WRCリーグを獲得。

## 雀風・人物
- 雀風は門前手役派。キャッチフレーズは『フジヤマの運王』、『手役系グラディエーター』[2][7]。
- 愛称は『フルポコ』。
- 門前で高めを目指せるという理由で好きな手役は四暗刻[2]。
- 対局放送・配信では自団体のみならずMトーナメント2023でも実況の経験があり[8]、2024年3月8日に行われたMリーグ2023-24第96日目では、公式実況の小林未沙の体調不良を理由に急遽実況を担当した[9]。2024年は自身のA1リーグ昇進もあって連盟での実況の機会は減っているが、Mリーグ2024-25シーズンでは不定期に実況を務めている。なお、Mリーグの実況として知られる日吉辰哉を本格的に実況の道に呼び込んだのは古橋だったという[10]。
- 2020年6月20日には、同団体の川原舞子との入籍を発表した[11]が、2025年3月31日に川原との離婚をそれぞれのXで発表[12]。
- 同郷の猿川真寿とは、古橋がプロになる前からの知り合い[11]。
- 2022年4月26日より麻雀格闘倶楽部Extremeに出演。

## タイトル
- サイバーエージェントカップ2016優勝[1]
- 第8回静岡リーグ優勝[1]
- 第15期JPML WRCリーグ[13]

## 出演

### 映画
- 麻雀最強戦 the movie（2022年11月18日公開、マグネタイズ）監督:原澤遊風[14]